# Rufino de Elizalde
Pour les articles homonymes, voir Elizalde.
Rufino Jacinto de Elizalde (16 août 1822, Buenos Aires - 13 mars 1887, Buenos Aires) est un diplomate et homme politique argentin.

## Biographie
Fils d'un militaire pauvre, il étudia à l'Université de Buenos Aires et devint avocat.
En 1862, au moment d'assumer la présidence, Mitre le nomme ministre des Affaires étrangères. Après avoir remplacé les ambassadeurs de la Confédération en Europe, il a rejeté le traité d'alliance avec le Chili et le Pérou, annonçant le début d'une politique de soumission aux intérêts européens, en particulier anglais. Il conserve son portefeuille jusqu'en 1867.

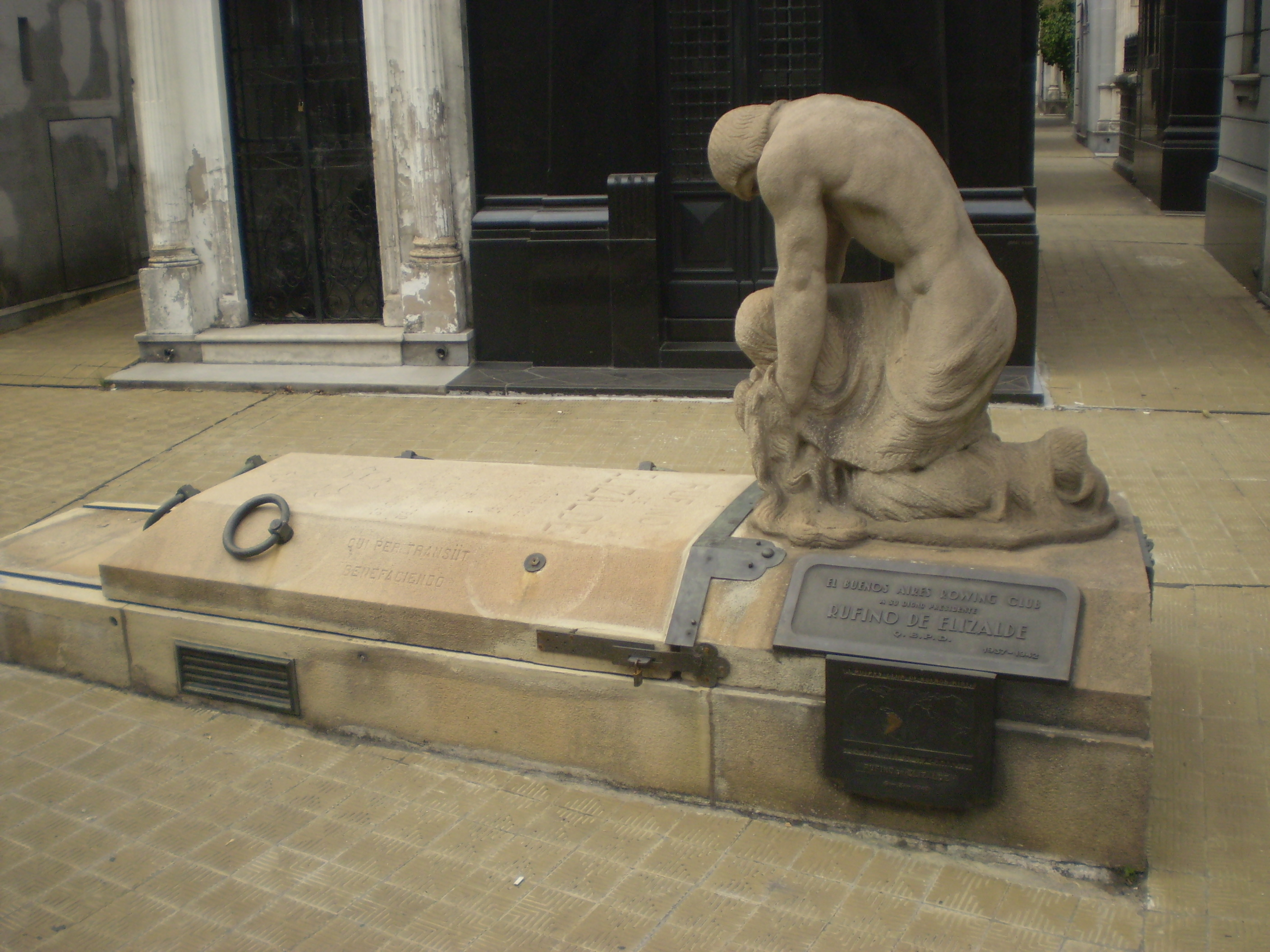
Monument funéraire de Elizalde.

En 1868, il fut candidat aux Élections présidentielles, mais il fut battu par Domingo Faustino Sarmiento, qui était le candidat du gouverneur de la Province de Buenos Aires, Adolfo Alsina, qui est devenu le vice-président de l'Argentine avec Sarmiento.
Elizalde a représenté le gouvernement argentin dans Asuncion qui avait été occupée par l'armée brésilienne. Plus tard, il a été professeur, a écrit dans le Journal of Mitre, La Nación, et a été président de la Ferrocarril del Oeste.
En juillet 1877, il a été nommé ministre des Affaires étrangères par le président Nicolás Avellaneda. Il a démissionné en octobre 1879 et a été élu au Congrès national. Il a rejoint le révolution porteñista de Carlos Tejedor en 1880 et a été expulsé du Congrès, mettant fin à sa vie publique.